# جوتا أوربيلينين

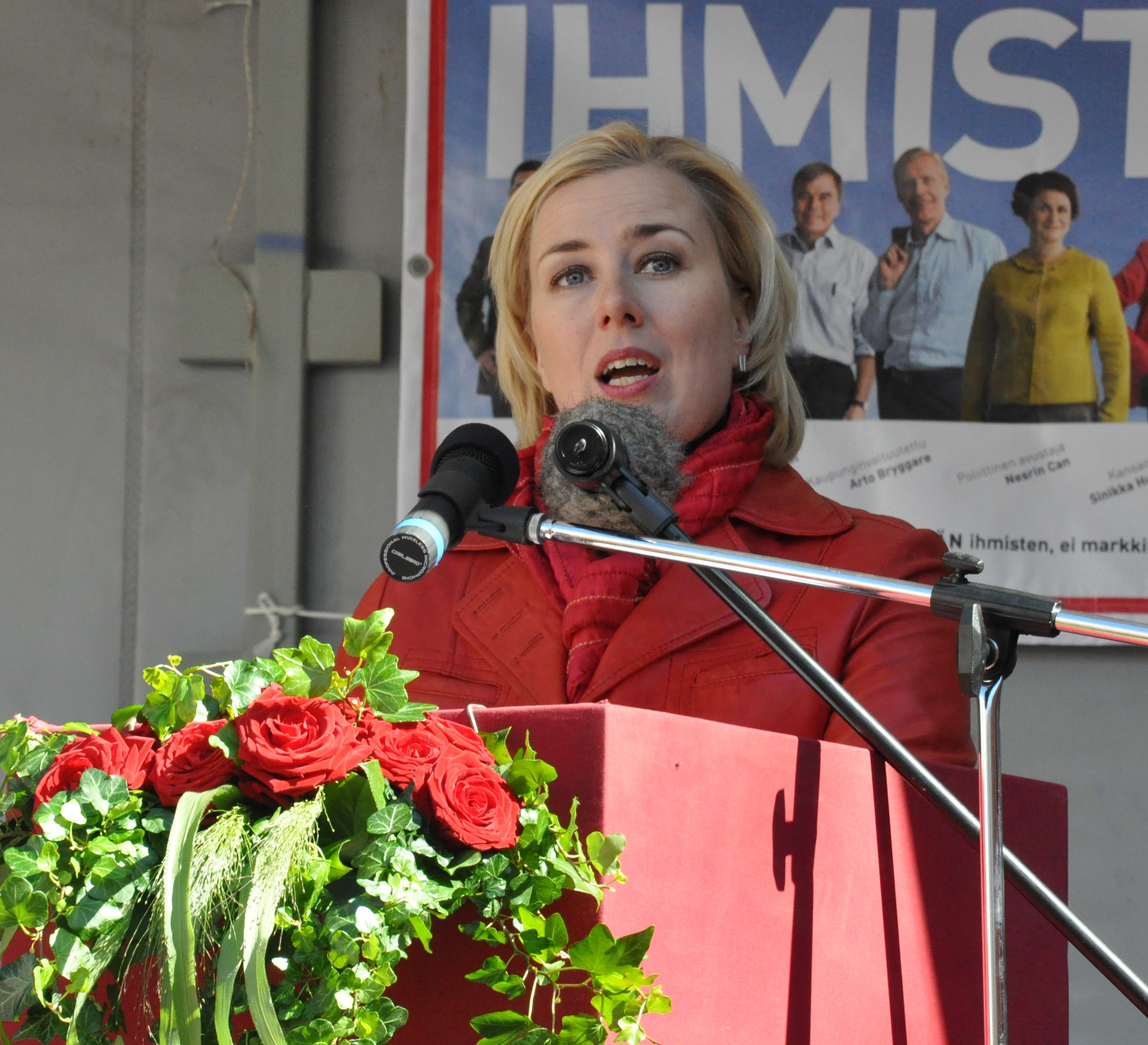
يوتا أوربيلاينن

يوتا أوربيلاينن (Jutta Urpilainen؛ لابوا، 4 أغسطس 1975) وزيرة المالية الحالية في فنلندا  ورئيسة الحزب الاشتراكي الديمقراطي الفنلندي (SDP). تم انتخابها في يونيو 2008 كأول امرأة رئيسة للحزب الاشتراكي الديمقراطي.
ولدت أوربيلاينن ولد في لابوا بإقليم بوهيانما الجنوبية، ودرست في جامعة يوفاسكولا، حيث تحصلت منها على درجة الماجستير في التربية في عام 2002. عملت مدرسةً في المدارس حتى انتخابها لعضوية البرلمان. كما كانت رئيس منطمة الشباب الفدراليين الأوروبيين في فنلندا عام 2001. وكانت عضواً في مجلس مدينة كوكولا منذ عام 2001.
أوربيلاينن عضو في البرلمان الفنلندي عن دائرة فآسا منذ عام 2003. وهي عضو في لجنة التربية والثقافة البرلمانية، ونائب عضو اللجنة المالية البرلمانية. وهي أيضا عضو في المجلس الاستشاري بمعهد السياسة الخارجية الفنلندي.
انتخبت رئيس أوربيلاينن رئيسة للحزب في يونيو 2008، خلفا لنائب رئيس الوزراء السابق ووزير المالية إيرو هينالووما. وقد فازت في الاقتراع الثاني، متفوقة على وزير الشؤون الخارجية السابق لاركي تووميويا بنسبة 218 صوتا مقابل 132.

## وصلات خارجية
- يوتا أوربيلاينن على موقع IMDb (الإنجليزية)
- يوتا أوربيلاينن على موقع مونزينجر (الألمانية)
- (بالفنلندية) الموقع الرسمي
- (بالسويدية) الموقع الرسمي